# Норфолк Эдмиралс (ECHL)
«Норфолк Эдмиралс» (англ. Norfolk Admirals) — профессиональная хоккейная команда, играющая в Северном дивизионе Восточной конференции ECHL, начавшая играть с сезона 2015–16. «Эдмиралс» базируется в городе Норфолк, штат Виргиния, США, домашние матчи проводит на арене «Норфолк Скоуп». Является фарм-клубом команды НХЛ «Виннипег Джетс». Команда «Эдмиралс» пришла на смену одноимённой команде Американской хоккейной лиги, которая выступала с 2000 по 2015 год.